# Elastic Heart
Singles de Sia
She Wolf (Falling to Pieces)
(2012) Chandelier
(2014)
Singles par The Weeknd
Live For
(2013) Wanderlust
(2014)
Elastic Heart est initialement une chanson enregistrée par la chanteuse et compositrice australienne Sia en duo avec le chanteur canadien The Weeknd pour la bande originale du film américain Hunger Games : L'Embrasement sortie en 2013. La chanson a été réalisée par les producteurs américains Diplo et Greg Kurstin. Sortie le 1er octobre 2013, le single atteint la 7e place du classement musical en Nouvelle-Zélande et apparait sur les classements en Australie, Belgique et ainsi qu'au Royaume-Uni.
En 2014, Sia réenregistre une version solo de Elastic Heart pour son sixième album studio, 1000 Forms of Fear. La version solo est publiée le 9 janvier 2015 en tant que single de l'album et est accompagnée d'un clip mettant en scène l'acteur Shia LaBeouf et Maddie Ziegler.

## Genèse
Elastic Heart marque la première sortie de Sia en tant qu'artiste principal depuis sa collaboration avec David Guetta en 2012 pour She Wolf (Falling to Pieces). Elastic Heart est le deuxième single de la bande originale de L'Embrasement (2013). La chanson a été disponible pour le téléchargement numérique le 1er octobre 2013. Elle a ensuite été envoyée à des radios américaine par RCA Records, Republic Records et Lions Gate Entertainment le 8 octobre 2013. Un clip auto-dirigé pour le single est apparu sur YouTube le 12 novembre 2013, la vidéo présente un couple luttant pour faire face à leur rupture.

## Réception
Elastic Heart a reçu des critiques élogieuses d'une variété de critiques musicales, le revendiquant comme l'un des meilleurs titres de l'album. Blue Sullivan du Slant Magazine écrit que « Elastic Heart est une association homogène très réussie qui se lit comme une version après-vente plus grime de Do What U Want de Lady Gaga ». Chris Martins du magazine Spin déclare que « Sia monte en flèche » et qu'il s'agit d'une « ballade bouillonnante », et Bradley Stern de MuuMuse prétend que c'est « une combinaison parfaitement chaotique ».
En 2013, Elastic Heart débute à la 67e place sur le ARIA Singles Charts édition 1233 du classement paru en date du 14 octobre 2013. Le single est également classé en Belgique ; à la 27e place sur l'Ultratop wallonne et à la 46e place sur l'Ultratop flamande. La chanson a mieux résistée en Nouvelle-Zélande, avec un pic à la 7e place sur le classement des singles nationale et est certifiée disque d'or par la Recording Industry Association of New Zealand (RIANZ). Au Royaume-Uni, Elastic Heart a débuté le 12 octobre 2013 à la 79e place sur le UK Singles Chart.
En 2015, dopé par la sortie de la version solo, le single ré-entre dans le classement musical britannique UK Singles Chart à la 61e place le 17 janvier 2015, obtenant une meilleure position qu'en 2013. Le single marque aussi son retour au classement néo-zélandais RIANZ, cette fois à la 15e place. La chanson entre pour la première fois dans le classement musical national d'autre pays, en Israël elle culmine à la 2e place, en Suisse, le single se classe à la 12e place, en Italie à la 11e place et aux Pays-Bas la 47e,. En Hongrie le single fait son apparition au classement à la 27e place et au Danemark à la 38e place.

## Classement et certifications

### Classements hebdomadaires
| Classement (2013-2015)          | Meilleure position |
| ------------------------------- | ------------------ |
| Australie (ARIA)                | 67                 |
| Belgique (Flandre Ultratop 50)  | 46                 |
| Belgique (Wallonie Ultratop 50) | 27                 |
| Danemark (Tracklisten)          | 21                 |
| Hongrie (Rádiós Top 40)         | 20                 |
| Israël (Media Forest)           | 2                  |
| Italie (FIMI)                   | 11                 |
| Nouvelle-Zélande (RIANZ)        | 7                  |
| Pays-Bas (Single Top 100)       | 46                 |
| Royaume-Uni (UK Singles Chart)  | 61                 |
| Slovénie (SloTop50)             | 44                 |
| Suisse (Schweizer Hitparade)    | 12                 |

### Certifications
| Pays                     | Certification | Ventes certifiées |
| ------------------------ | ------------- | ----------------- |
| Danemark (IFPI Danemark) | Or            | 30 000            |
| Nouvelle-Zélande (RIANZ) | Platine       | 15 000            |

## Version solo de Sia
Singles de Sia
You're Never Fully Dressed Without a Smile
(2014) Déjà Vu
(2015)
En 2014, Sia enregistre une version solo de Elastic Heart pour son sixième album studio, 1000 Forms of Fear. Le RCA sort le single le 9 janvier 2015, comme le quatrième single de l'album. Annie Zaleski de The A.V. Club étiquette Elastic Heart comme une « ballade rythmée saisissante », Heather Phares de AllMusic sélectionne la chanson comme l'un des trois meilleurs singles de l'album, aux côtés de Chandelier et Eye of the Needle. Aimee Cliff du magazine Fact parle d'un « excellent exemple de la façon dont seulement Sia peut vraiment faire basculer une chanson écrite pour (plutôt que par) Sia. ».

### Clip
Le clip de la chanson est lancé le 7 janvier 2015. Il est réalisé par Sia et Daniel Askill et chorégraphié par Ryan Heffington. La vidéo met en scène Maddie Ziegler, qui est déjà apparue dans le clip du single Chandelier de Sia, et l'acteur Shia LaBeouf.  Dans la vidéo, Ziegler et LaBeouf portent des tenues nues et sales dansant dans une cage. Justine Harman du magazine Elle compare le concept de la vidéo à l'intrigue de Titanic. Analysant le contenu de la vidéo, Jason Lipshutz du Billboard la résume de cette façon :
« L'intégralité de la vidéo met en scène la surprenante paire interprétant la chanson grâce à diverses contorsions du corps : ils dansent-combattent, s'effondrent au milieu de la cage, rampent vers et à l'écart les uns des autres, et font quelques expressions faciales sauvagement fantastiques. »
Lors de sa sortie, la vidéo est confrontée à des critiques due à la représentation d'un adulte et d'un enfant presque nu dansant ensemble, le clip est accusé de représenter des images pouvant provoquer les victimes de la pédophilie. Sia s'en est plus tard excusée sur Twitter : « Tout ce que je peux dire est que Maddie et Shia sont deux des seuls acteurs que j'ai senti qu'ils pourraient jouer […]. Je fais des excuses à ceux qui se sentent provoqués par Elastic Heart. Mon intention était de créer un certain contenu émotionnel, pas pour vexer quiconque ». 
Lors des MTV Video Music Awards 2015, le clip est nommé pour le MTV Video Music Award de la meilleure vidéo féminine. En juin 2015, le Billboard sélectionne le clip parmi les « 10 meilleurs clips de 2015 (jusqu'à maintenant). »

### Performance live
Le 17 janvier 2015, Sia interprète Elastic Heart lors de l'émission Saturday Night Live de la chaîne américaine NBC. Lors de l'interprétation, Sia chante la chanson avec un court voile noir couvrant son visage, tandis que Maddie Ziegler recrée la routine de danse du clip portant un justaucorps nu et une perruque blonde. Le 30 janvier 2015, Sia effectue une autre interprétation de son single dans l'émission The Ellen DeGeneres Show accompagné une nouvelle fois de Maddie Ziegler ainsi que 8 autres enfants figurantes. Le 28 mars, elle interprète la chanson dans l'émission The Voice UK et le 7 avril 2015 dans l'émission The Voice US.

### Performance commerciale
Aux États-Unis, Elastic Heart a débuté à la 17e place sur le Billboard Hot 100 sur le classement parue en date du 24 janvier 2015. La chanson a également fait ses débuts à la 33e place sur le classement Hot Digital Songs avec  50 000 téléchargements et à la 2e place du classement Streaming Songs. La même semaine, Elastic Heart a débuté à la 7e place sur le Canadian Hot 100, devenant la première chanson à ses débuts dans le top 10 du classement en 2015. La chanson ré-entre plus tard au classement musical australien et britannique dans sa version solo, respectivement à la 8e et 13e place.

### Classement
| Classement (2015)                      | Meilleure position |
| -------------------------------------- | ------------------ |
| Allemagne (Media Control AG)           | 29                 |
| Argentine (Los 40 Principales)         | 1                  |
| Australie (ARIA)                       | 5                  |
| Autriche (Ö3 Austria Top 40)           | 15                 |
| Belgique (Flandre Ultratop 50 Singles) | 35                 |
| Belgique (Wallonie Ultratop 50)        | 16                 |
| Canada (Hot 100)                       | 7                  |
| Espagne (Promusicae)                   | 9                  |
| États-Unis (Adult Pop Songs)           | 27                 |
| États-Unis (Hot 100)                   | 17                 |
| États-Unis (Dance Club Songs)          | 1                  |
| États-Unis (Pop Airplay)               | 13                 |
| Finlande (Suomen virallinen lista)     | 14                 |
| France (SNEP)                          | 23                 |
| Irlande (IRMA)                         | 4                  |
| Liban (The Official Lebanese Top 20)   | 19                 |
| Norvège (VG-lista)                     | 10                 |
| Pologne (ZPAV)                         | 1                  |
| Royaume-Uni (UK Singles Chart)         | 10                 |
| Suède (Sverigetopplistan)              | 14                 |

### Certifications
| Pays                  | Certification | Ventes certifiées |
| --------------------- | ------------- | ----------------- |
| Australie (ARIA)      | 2 × Platine   | 140 000           |
| Belgique (BEA)        | Or            | 10 000            |
| Canada (Music Canada) | Platine       | 80 000            |
| États-Unis (RIAA)     | 2 × Platine   | 2 000 000         |
| Italie (FIMI)         | 2 × Platine   | 100 000           |
| Royaume-Uni (BPI)     | Platine       | 600 000           |